# Септария

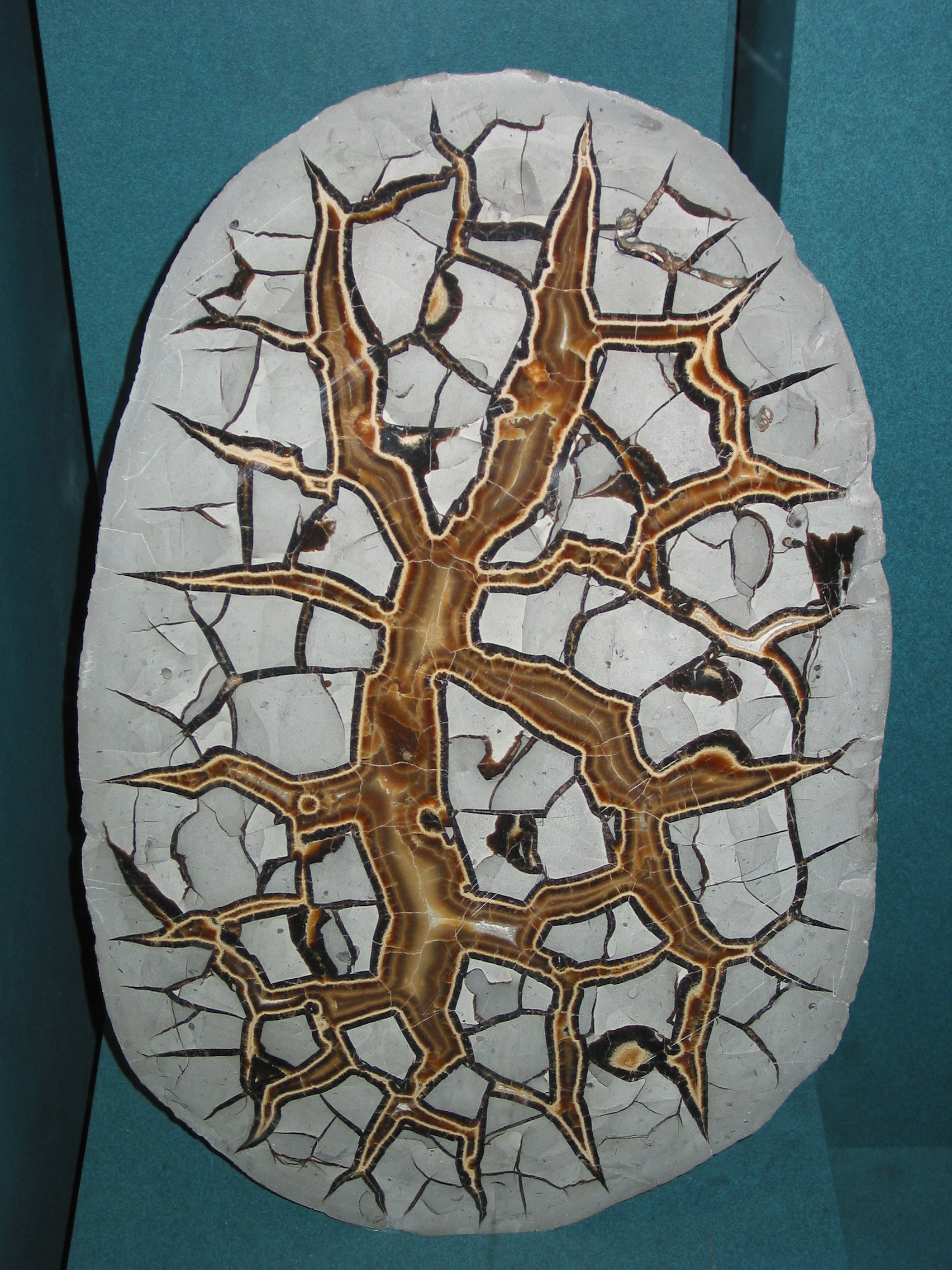
Конкреция-септария мергеля с трещинами, заросшими кальцитом

Септа́рия (название от лат. sерtum — перегородка) — одна из разновидностей скрытокристаллических конкреций в осадочных породах, с трещинами или прожилками внутри. На сколе или срезе нередко обладают уникальным, зачастую живописным рисунком. Часто бывают минерализованы и содержат внутри разные минералы.

## Описание
Известны не только в осадочных, но и в магматических породах, причём для второго случая А. А. Годовиков предлагал считать их результатом разрыва так называемых «сферолоидов» под давлением находящихся в них газовых пузырей (что, на самом деле, весьма трудно себе представить).
Предполагается, что внутренние трещины — результат в первую очередь обезвоживания и усадки, но до конца и однозначно происхождение этих минеральных тел не всегда поддаётся однозначной интерпретации. По составу наиболее часто септарии бывают состоящими из сидерита, мергеля или иного усохшего карбонатно-глинистого материала.
Крупные септарии с заросшими трещинами в силу живописности рисунка на их срезе иногда находят применение в качестве декоративно-прикладного материала и используются для изготовления мелких сувениров и поделок (например). Иногда специально добываются для продажи в качестве экзотического, но недорогого коллекционного материала.